# Łukasz Załuska
Łukasz Załuska (ur. 16 czerwca 1982 w Wysokiem Mazowieckiem) – polski piłkarz, który występował na pozycji bramkarza. Od 2024 trener bramkarzy Wisły Kraków.
Załuska jest wychowankiem Ruchu Wysokie Mazowieckie. Mając 19 lat trafił do Legii Warszawa. Następnie grał również w Jagiellonii Białystok i Koronie Kielce. W żadnym z polskich klubów nie dostał jednak większej szansy pokazania swoich umiejętności. Otrzymał ją dopiero po wyjeździe do Szkocji, gdzie został zawodnikiem Dundee United. Przez dwa lata występów w Dundee rozegrał w szkockiej ekstraklasie 53 mecze i był ważną postacią swojego zespołu. Od 2009 do 2015 roku był zawodnikiem Celtiku. Następnie był zawodnikiem SV Darmstadt, Wisły Kraków oraz Pogoni Szczecin. Od 4 lipca 2019 do 31 lipca 2020 był zawodnikiem Miedzi Legnica.

## Kariera klubowa

### Gra w Polsce
Łukasz Załuska piłkarską karierę rozpoczynał w Ruchu Wysokie Mazowieckie, w którego barwach w sezonie 1997/1998 rozegrał w czwartej lidze dwa mecze. Następnie trafił do szkółki piłkarskiej MSP Szamotuły, zaś w 1999 roku został piłkarzem Sparty Oborniki. W sezonie 2001/2002 występował w Zrywie Zielona Góra.
W 2001 roku Załuska podpisał kontrakt ze Stomilem Olsztyn. W jego barwach 28 sierpnia zadebiutował w Ekstraklasie, w przegranym 2:3 spotkaniu z Amicą Wronki, w którym skapitulował po strzałach Tomasza Dawidowskiego, Marka Zieńczuka i Mariusza Kukiełki. Do końca rozgrywek, po których Stomil spadł do drugiej ligi, Załuska dostał szansę zaprezentowania swoich umiejętności w dwóch innych meczach – przez cały sezon ustępował miejsca w bramce doświadczonemu Sylwestrowi Wyłupskiemu.
Przed sezonem 2002/2003 Załuska podpisał kontrakt z ówczesnym mistrzem Polski, Legią Warszawa. W stołecznym klubie grał tylko w czwartoligowych w rezerwach – w pierwszej drużynie nie zadebiutował nigdy. W 2003 roku był bliski przejścia do lokalnego rywala – Polonii, ale w ostatnim dniu okienka transferowego został wyrzucony z zespołu, za to, że otwarcie przyznał się do kibicowania Legii. Zimą 2004 roku został wypożyczony do Jagiellonii Białystok. W pierwszym meczu w nowej drużynie, rozegranym w marcu przeciwko RKSowi Radomsko, wpuścił trzy gole, a jego zespół przegrał 0:3. Po zakończeniu sezonu 2003/2004 dostał ofertę 5 letniego kontraktu, jednak nie skorzystał z niej. Jesienią kolejnych rozgrywek bronił dostępu do bramki na przemian z Andrzejem Olszewskim.
Po zakończeniu okresu wypożyczenia Załuska dostał propozycję kontraktu z Jagiellonii i Korony Kielce. Wybrał ofertę kielczan. W rundzie wiosennej sezonu 2004/2005, w którym Korona po raz pierwszy w swojej historii awansowała do Ekstraklasy, pełnił rolę dublera Macieja Mielcarza. Jesienią kolejnych rozgrywek stał się pierwszym bramkarzem kieleckiego klubu i wystąpił w 13 meczach. Wiosną utracił jednak miejsce w podstawowym składzie. W listopadzie 2006 roku wraz z obrońcą Lecha Poznań, Marcinem Wasilewskim wyjechał na testy do Stoke City, po których działacze angielskiego klubu nie podjęli rozmów z władzami Korony. Załusce nie powiódł się również wyjazd do Austrii, gdzie miał grać w Wacker Innsbruck. Nie skorzystał również z oferty Spartaka Nalczyk, ponieważ nie odpowiadały mu warunki zaproponowane przez Rosjan.

### Występy na Wyspach
30 maja 2007 roku Załuska podpisał dwuletni kontrakt z Dundee United. Grał w przygotowawczych meczach, jednak przed rozpoczęciem ligowego sezonu złamał stopę, co skłoniło działaczy szkockiego klubu zawarcia krótkoterminowej umowy z Polakiem, Grzegorzem Szamotulskim. Po wznowieniu treningów przez Załuskę, obawiano się, że w listopadzie ponownie złamał nogę. Przypuszczenia okazały się jednak nieprawdziwe i 26 stycznia 2008 roku, kilka dni przed odejściem Szamotulskiego, Załuska zadebiutował w szkockiej ekstraklasie, w wygranym 2:1 meczu z Kilmarnock F.C..

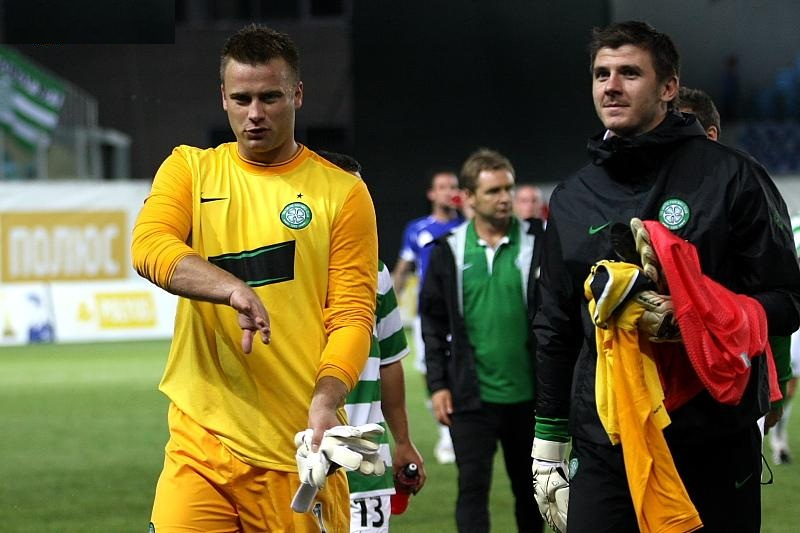
Łukasz Załuska wraz z Arturem Borucem (z lewej) podczas meczu Celticu z Dinamo Moskwa (2009).

W lutowym meczu półfinału Pucharu Ligi Szkockiej przeciwko Aberdeen F.C. Załuska wykonywał prowokujące gesty w stronę kibiców drużyny przeciwnej. Zauważyła je obecna na meczu policja i po spotkaniu przesłuchała polskiego bramkarza. Miesiąc później Załuska otrzymał karę w wysokości 500 funtów oraz upomnienie od Scottish Football Association za swoje postępowanie. 17 grudnia 2008 roku Załuska podjął decyzję o nieprzedłużeniu umowy z Dundee i odejściu po zakończeniu sezonu 2008/2009. Sześć dni później podpisał wstępną, trzyletnią umowę z Celtikiem, która weszła w życie 1 czerwca 2009 roku. W nowym zespole Załuska zadebiutował 23 września w wygranym 4:0 spotkaniu Pucharu Ligi Szkockiej z Falkirk F.C.. W sezonie 2009/2010 był zmiennikiem Artura Boruca. Przyznał jednak, że z jego punktu widzenia był to dla niego dobry rok, gdyż zagrał w 17 meczach, w tym w paru dla niego ważnych.
W kolejnych latach był zmiennikiem Frasera Forstera oraz Craiga Gordona. W czerwcu 2015 opuścił Celtic po sześciu latach gry, w tym czasie wystąpił w zespole 51 razy, ale nigdy nie dostał się do głównego składu.

## Kariera reprezentacyjna
Do reprezentacji Polski Łukasz Załuska po raz pierwszy został powołany w sierpniu 2008 roku na mecze eliminacji Mistrzostw Świata 2010 z reprezentacjami Słowacji i San Marino. Następnie desygnowany został na pojedynek z reprezentacją Irlandii. Jedyny mecz w reprezentacji rozegrał 6 czerwca 2009 (porażka 0:1 w towarzyskim spotkaniu przeciwko reprezentacji Republiki Południowej Afryki).
| Mecze i gole w reprezentacji | Mecze i gole w reprezentacji | Mecze i gole w reprezentacji | Mecze i gole w reprezentacji | Mecze i gole w reprezentacji | Mecze i gole w reprezentacji | Mecze i gole w reprezentacji |
| #                            | Data                         | Miasto                       | Przeciwnik                   | Wynik                        | Rozgrywki                    |                              |
| ---------------------------- | ---------------------------- | ---------------------------- | ---------------------------- | ---------------------------- | ---------------------------- | ---------------------------- |
| 1.                           | 06.06.2009                   | Johannesburg                 | Południowa Afryka            | 0:1                          | towarzyski                   |                              |

## Kariera trenerska
6 stycznia 2024 został trenerem bramkarzy Wisły Kraków.